# ルネサンス (スポーツクラブ)
株式会社ルネサンス（英称：Renaissance, Inc.）は、東京都に拠点を置くスポーツクラブの運営などを行う会社である。DICの関連会社。
他社からの譲渡や買収などを積極的に行って店舗数を増やしてきた。スポーツクラブ業界3位である。

## 沿革
- 1979年（昭和54年）4月 - ディックプルーフィング株式会社スポーツ事業部として創業。
- 同年10月 - 1号店となるルネサンステニススクール幕張を開業。
- 1982年（昭和57年）8月13日 - ディックプルーフィングから独立する形で株式会社ディッククリエーション設立。
- 1992年（平成4年）
  - 3月 - 社名を「株式会社ディックルネサンス」（DICルネサンス）に変更。
  - 5月 - 本社を東京都中央区日本橋の大日本インキ化学工業本社ビルから両国の現本社に移転。
- 2000年（平成12年）12月 - 株式会社スポーツクラブトリムを吸収合併。
- 2002年（平成14年）
  - 2月 - キッコーマン事業開発株式会社（キッコーマン元子会社）より、千葉県及び埼玉県内のスポーツクラブ8店舗の営業譲渡を受ける。
  - 11月 - 光が丘興産株式会社（前田グループ）より、神奈川県内のスポーツクラブ2店舗の営業譲渡を受ける。
- 2003年（平成15年）
  - 3月 - 日機装ケンコー株式会社（日機装元子会社）より、スポーツクラブ4店舗の営業譲渡を受ける。
  - 7月 - 社名を「株式会社ルネサンス」に変更。
  - 12月 - ジャスダックに株式上場。
- 2004年（平成16年）
  - 7月 - トーアスポーツ株式会社（帝人元子会社）を吸収合併。
  - 12月 - 東京証券取引所第2部に株式上場。
- 2006年（平成18年）
  - 3月 - 東京証券取引所第1部に株式上場。
  - 5月 - 新ブランド「ドゥミ ルネサンス」1号店、「ドゥミルネサンス目黒」オープン。
  - 9月 - 住友商事傘下だった玉島スポーツプラザを吸収合併。
- 2007年（平成19年）12月14日 - ルネサンス佐世保で銃乱射事件発生。
- 2008年（平成20年）8月 - 三菱地所傘下だったリーヴスポーツ（フィットネスクラブリーヴ）を吸収合併。
- 2009年（平成21年）10月1日 - 『フィットネスクラブリーヴ』の各店舗を『スポーツクラブルネサンス』のブランドへ統合。
- 2011年（平成23年）11月 - パーソナル専門型施設「プラナガーデン」1号店、「プラナガーデン自由が丘」オープン。
- 2023年（令和5年）3月31日 - 東急不動産から東急スポーツオアシス（現・スポーツオアシス）の株式（40%）を取得[1]。
- 2024年（令和6年）3月31日 - 東急不動産から東急スポーツオアシスの株式（60%）を取得し、完全子会社化[1]。
- 2025年（令和7年）4月1日 - スポーツオアシスを吸収合併する[2]。

## 運営店舗
ルネサンスでは、「スポーツクラブ ルネサンス」「スポーツクラブ&スパ ルネサンス」「スパ&フィットネス ルネサンス」「テニススクール ルネサンス」「スイミングクラブ ルネサンス」ブランドで日本各地に店舗を展開するほか、女性専用サーキットトレーニングジム「Body Q't」（ボディキュッと）、女性専用ヨガ・ピラティス・ベリーダンス・フラダンススタジオ「Demi RENEISSANCE」（ドゥミルネサンス）も店舗展開している。

## 現在店舗

### 北海道・東北
- スポーツクラブ ルネサンス函館24
- スポーツクラブ ルネサンス札幌平岸24
- スポーツクラブ＆サウナスパ ルネサンス東札幌24
- スポーツクラブ ルネサンス仙台泉中央24
- スポーツクラブ ルネサンス仙台長町南24
- スポーツクラブ＆スパ ルネサンス仙台南光台24
- スポーツクラブ ルネサンス仙台宮町24
- スポーツクラブ ルネサンス仙台卸町24
- スポーツクラブ ルネサンスいわき
- スポーツクラブ＆スパ ルネサンス山形24
- スポーツクラブ ルネサンス郡山24
- スポーツクラブ ルネサンス福島24

### 関東
- スポーツクラブ ルネサンス 水戸24
- スポーツクラブ ルネサンス 竜ヶ崎ニュータウン
- スポーツクラブ ルネサンス 浦和24
- スポーツクラブ ルネサンス蕨24
- スイミングクラブ ルネサンス 吉川
- スイミングクラブ ルネサンス 新所沢
- スポーツクラブ ルネサンス北朝霞24
- スポーツクラブ ルネサンス北戸田24
- スポーツクラブ ルネサンス 春日部
- スポーツクラブ ルネサンス・イオンタウン吉川美南
- スポーツクラブ ルネサンスイオンタウンふじみ野24
- スポーツクラブ＆スパ ルネサンス 稲毛24
- スポーツクラブ＆スパ ルネサンス 野田24
- スポーツクラブ ルネサンス 佐倉
- スポーツクラブ ルネサンス 土気あすみが丘
- スイミングクラブ ルネサンス 銚子
- スイミングクラブ ルネサンス 八日市場
- スポーツクラブ ルネサンス 浦安24
- スポーツクラブ＆スパ ルネサンス 幕張24
- スポーツクラブ ルネサンス・ユーカリが丘24
- スポーツクラブ Lite! ルネサンス 横浜24
- スポーツクラブ ルネサンス 港南台24
- スポーツクラブ＆スパ ルネサンス 港南中央24
- スポーツクラブ ルネサンス 天王町
- スポーツクラブ ルネサンス 橋本
- スポーツクラブ ルネサンス 大和24
- フィットネスクラブ ルネサンス 久里浜24
- スポーツクラブ ルネサンス 五月台24
- スポーツクラブ ルネサンス 海老名ビナガーデンズ24
- スポーツクラブ ルネサンス蒔田24
- スポーツクラブ ルネサンス・イオンモール座間24
- ジム&スタジオ ルネサンス 白井24
- ジム&スタジオ ルネサンス 登戸24
- テニススクール ルネサンス ふじみ野
- ルネサンス 鷹之台テニスクラブ
- スポーツクラブ ルネサンス相模原24
- スポーツクラブ ルネサンス横須賀24
- スポーツクラブ ルネサンス武蔵小杉24
- スポーツクラブ OASIS RAFEEL港北
- スポーツクラブ ルネサンス上大岡
- スポーツクラブ ルネサンス戸塚
- スポーツクラブ ルネサンス習志野24
- スポーツクラブ ルネサンス松戸24
- スポーツクラブ ルネサンス浦和駅前24
- スポーツクラブ ルネサンス川口

### 東京
- スポーツクラブ ルネサンス両国24
- スポーツクラブ&スパ ルネサンス曳舟24
- スポーツクラブ＆スパ ルネサンス亀戸24
- スポーツクラブ ルネサンス北砂
- スポーツクラブ ルネサンス三軒茶屋24
- スポーツクラブ ルネサンス新宿24
- スポーツクラブ OASIS RAFEEL青山
- スポーツクラブ ルネサンス多摩川
- スポーツクラブ OASIS RAFEEL恵比寿24Plus
- スポーツクラブ ルネサンス聖路加ガーデン
- スポーツクラブ ルネサンス本駒込
- スポーツクラブ ルネサンス金町駅前24
- スポーツクラブ ルネサンス十条24
- スポーツクラブ ルネサンス赤塚24
- スポーツクラブ ルネサンス雪谷24
- スポーツクラブ ルネサンス南大沢24
- スポーツクラブ ルネサンス武蔵小金井
- スポーツクラブ ルネサンス富士見台24
- スポーツクラブ＆スパ ルネサンス経堂
- スポーツクラブ ルネサンス早稲田
- スポーツクラブ ルネサンス赤羽
- スポーツクラブ ルネサンス石神井公園24
- スポーツクラブ ルネサンス光が丘
- スポーツクラブ ルネサンス習志野24
- スポーツクラブ ルネサンス北千住24
- ジム&スタジオ ルネサンス綾瀬24
- スポーツクラブ ルネサンス青砥24
- スポーツクラブ ルネサンスKSC金町24
- スポーツクラブ ルネサンス仙川24
- スポーツクラブ ルネサンス西国分寺24
- スポーツクラブ＆スパ ルネサンス国立24
- スポーツクラブ ルネサンス東久留米24
- スポーツクラブ ルネサンス東伏見24
- スポーツクラブ ルネサンスひばりヶ丘24
- バニスタ千歳船橋

### 中部・北陸
- スポーツクラブ ルネサンス 長岡24
- スポーツクラブ ルネサンス 松本
- スポーツクラブ ルネサンス・トーア沼津
- スポーツクラブ＆スパ ルネサンス 静岡24
- スポーツクラブ＆スパ ルネサンス 名古屋熱田24
- スポーツクラブ ルネサンス 甚目寺24
- スポーツクラブ＆スパ ルネサンス 名古屋小幡
- コクール ルネサンス 名古屋JRゲートタワー
- スポーツクラブルネサンス 岐阜LCワールド24

### 近畿
- スポーツクラブ ルネサンス・イオンタウン山科椥辻
- スポーツクラブ ルネサンス 住之江
- スポーツクラブ＆スパ ルネサンス 豊中
- スポーツクラブ＆スパ ルネサンス 久宝寺24
- スポーツクラブ＆スパ ルネサンス 今里24
- スポーツクラブ ルネサンス 姫路
- スポーツクラブ ルネサンス 神戸
- スポーツクラブ ルネサンス 伊丹24
- スポーツクラブ＆スパ ルネサンス 登美ヶ丘
- スポーツクラブ ルネサンス・アルザ泉大津
- スポーツクラブ ルネサンス 桂川24
- スポーツクラブ ルネサンス 江坂24
- スポーツクラブ ルネサンス 茨木24
- スポーツクラブ ルネサンス 梅田
- スポーツクラブ ルネサンス あべの24
- スポーツクラブ ルネサンス 狭山24
- スポーツクラブ ルネサンス もりのみやキューズモール24
- スポーツクラブ ルネサンス 住道24
- スポーツクラブ ルネサンス 住吉24

### 中国・四国
- スポーツクラブ ルネサンス 玉島24
- スポーツクラブ ルネサンス 広島緑井
- スポーツクラブ ルネサンス 福山春日24
- スポーツクラブ ルネサンス 福山多治米24
- スポーツクラブ ルネサンス 東広島24
- スポーツクラブ＆スパ ルネサンス 広島ボールパークタウン24
- スポーツクラブ ルネサンス　広島東千田24
- スポーツクラブ＆スパ ルネサンス 徳山24

### 九州・沖縄
- スポーツクラブ ルネサンス 小倉
- スポーツクラブ ルネサンス 福岡香椎24
- スポーツクラブ ルネサンス 福岡西新24
- スポーツクラブ ルネサンス・イオンモール福岡24
- スポーツクラブ&スパ ルネサンス 福岡大橋24
- スポーツクラブ＆スパ ルネサンス 春日24
- スポーツクラブ ルネサンス 佐世保
- スポーツクラブ ルネサンス 長崎ココウォーク
- スポーツクラブ＆スパ ルネサンス 熊本南24
- スポーツクラブ＆スパ ルネサンス 熊本学園大通24
- スポーツクラブ ルネサンス 熊本光の森24
- スポーツクラブ ルネサンス おおいた24
- スポーツクラブ＆スパ ルネサンス 宮崎24
- スポーツクラブ ルネサンス・ライカム24

## 閉鎖した店舗
- スポーツクラブ ルネサンス 金沢 - 2006年11月閉店
- スポーツクラブ ルネサンス 北千住 - 2007年9月閉店
- スポーツクラブ ルネサンス 千葉穴川 - 2008年7月閉店
- スポーツクラブ ルネサンス 松戸馬橋 - 2008年8月31日閉店
- スポーツクラブ ルネサンス 長野 - 2008年8月31日閉店
- スポーツクラブ ルネサンス 神戸ハーバーランド- 2008年8月31日閉店
- スポーツクラブ ルネサンス 京都堀川 - 2009年3月31日閉店
- スポーツクラブ ルネサンス 上大岡 - 2009年5月31日閉店
- スポーツクラブ ルネサンス 小名浜 - 2009年6月30日閉店
- スポーツクラブ ルネサンス 小岩 - 2009年12月31日閉店
- スポーツクラブ ルネサンス 目黒 - 2010年6月30日閉店
- テニススクール ルネサンス 新富谷 - 2011年3月31日閉店
- スポーツクラブ ルネサンス 京都桂 - 2012年3月31日閉店
- スポーツクラブ ルネサンス 横浜ランドマーク - 2012年9月30日閉店
- スポーツクラブ ルネサンス 千歳船橋 - 2014年3月30日閉店
- スポーツクラブ ルネサンス 住道 - 2015年12月27日閉店
- スポーツクラブ ルネサンス 広島 - 2016年7月26日閉店
- スポーツクラブ ルネサンス 鶴間 - 2016年9月29日閉店
- スポーツクラブ ルネサンス 千里中央 - 2018年9月30日閉店
- スポーツクラブ ルネサンス 練馬高野台 - 2021年5月30日閉店
- スポーツクラブ ルネサンス 海老名 - 2022年8月31日閉店
- スポーツクラブ ルネサンス 相模大野 - 2023年6月29日閉店
- スポーツクラブ ルネサンス 淵野辺 - 2024年3月31日閉店
- スパ＆フィットネス ルネサンス・アリオ札幌 -2025年2月28日閉店
- スポーツクラブ ルネサンス赤坂
- スポーツクラブ ルネサンス塚口
- スポーツクラブ ルネサンス天王寺
- スポーツクラブ ルネサンス香里園
- スポーツクラブ ルネサンス広島駅アルフェ
- スポーツクラブ ルネサンスRAFEEL代官山
- スポーツクラブ ルネサンス 南越谷
- スポーツクラブ ルネサンス 本厚木
- スポーツクラブ ルネサンス 心斎橋WEST 24Plus
- スポーツクラブ ルネサンス心斎橋EAST 24Plus
- スポーツクラブ ルネサンス鶴ヶ丘24Plus
- スポーツクラブ ルネサンス 広島
- スポーツクラブ ルネサンス 三宮24Plus

## 所属選手
- 池江璃花子（ルネサンス亀戸所属）
- 持田早智（ルネサンス幕張所属）